# Richard Harvey
Richard Harvey (nascido em 25 de setembro de 1953) é um músico e compositor inglês premiado com o BAFTA. Originalmente do grupo de rock progressista medieval Gryphon, ele é mais conhecido agora por suas trilhas sonoras de filmes e televisão. Ele também é conhecido por seu concerto de violão Concerto Antico, que foi composto pelo violonista John Williams e pela London Symphony Orchestra.
Em abril de 2012, os ouvintes de rádio do Reino Unido votaram o Concerto Antico de Richard Harvey no Hall da Fama da Classic FM pela primeira vez.

## Início da vida e carreira
Nascido em Londres, Harvey logo se envolveu com música, aprendendo a flauta doce quando tinha quatro anos, mudando primeiro para percussão e depois tocando clarinete na Orquestra Sinfônica Britânica da Juventude. Quando se formou no Royal College of Music de Londres, em 1972, ele já tocava flauta doce, flauta, cromorno e outros instrumentos medievais e renascentistas, bem como bandolim e vários teclados. Ele poderia ter se juntado à Orquestra Filarmônica de Londres, mas optou por trabalhar com o Musica Reservata, um dos primeiros grupos de música. Posteriormente, ele conheceu outro graduado do RCM, Brian Gulland, e passou a formar a banda progressiva de rock e folk Gryphon. Durante esse período, ele também trabalhou com outros músicos de folk rock, como Richard e Linda Thompson e Ashley Hutchings. Quando o Gryphon acabou no final da década de 1970, ele se tornou músico de sessão, tocando em Lionheart de Kate Bush, Night Owl de Gerry Rafferty, Level Headed de Sweet, Fear of the Dark e The Peacock Party de Gordon Giltrap, entre outros. Ele também teve um breve período no conjunto New Wave The Banned.

## Carreira no cinema e na televisão
Depois de trabalhar com o compositor Maurice Jarre em meados da década de 1970, ele se envolveu em composição para cinema e televisão. Seu primeiro trabalho foi fornecer música para a série de televisão Tales of the Unexpected, em 1979. Posteriormente, ele forneceu partituras para mais de 80 projetos de televisão e cinema.
Entre os trabalhos notáveis estão os créditos de Martian Chronicles de 1979, o filme de terror House of the Long Shadows (1983), o melancólico tema de Shroud for a Nightingale, para a série de detetives PD James, a sequência de ação The Dirty Dozen: Next Mission (1985), filmes britânicos como The Assam Garden (1985), Steaming (1985), Defense of the Realm (1986) e Half Moon Street (1986), G.B.H. de Alan Bleasdale em 1991, que ele coescreveu com Elvis Costello (e que os fez conquistar, em conjunto, um prêmio da Academia Britânica de Artes de Cinema e Televisão), Luther (2003) e, mais recentemente, em 2006, o Código Da Vinci de Ron Howard e a Morte de um Presidente de Gabriel Range.
Além disso, ele foi músico em filmes como O Rei Leão, Inimigo do Estado e Harry Potter e o Prisioneiro de Azkaban.
Em 1981, "Exchange" e "Water Course", de Richard Harvey, da versão "Nifty Digits" de Harvey (KPM Library # 1251) foram apresentados em um popular segmento da Rua Sésamo, filmado na fábrica de giz de cera da Binney and Smith Crayola em Easton, PA.
Harvey também compôs a música-tema do World Championship Wrestling da TBS, chamada "Dynamics".
Harvey também é um prolífico compositor de música de produção e parceiro fundador do West One Music Group, juntamente com Edwin Cox e Tony Prior. Sem dúvida, sua peça mais amplamente reconhecida é "Reach for the Stars", que tem sido usada em inúmeros trailers de filmes, comerciais e programas de televisão. Por exemplo, a peça é usada como tema para o Powdered Toast Man no The Ren and Stimpy Show, Help Wanted no Bob Esponja Calça Quadrada e em material promocional para a Disney.

## Outros projetos
Em 1984, ele foi o maestro de uma série de álbuns de rock clássico da London Symphony Orchestra. Ele frequentemente fez turnês e gravou com o violonista John Williams em projetos que incluem o álbum de 2002 Magic Box. Ele também tocou no álbum de 2004 The Opera Band pelo ato crossover pop/clássico Amici Forever, que alcançou a 74ª posição nos 200 melhores álbuns da Billboard e a 2ª na lista de melhoras clássicas da Billboard. Ele trabalhou com Elvis Costello em seu álbum de 2006, My Flame Burns Blue. Um habilidoso multi-instrumentista, ele tem uma coleção de mais de 700 instrumentos diferentes de todo o mundo.
Desde 2005, o "World Tour de John Williams & Richard Harvey" tem aparecido em muitos países diferentes, do Japão e China à Irlanda e Luxemburgo, com a dupla tocando uma mistura de música clássica e mundial, abrangendo cinco continentes e cinco séculos, apresentando instrumentos europeus, chineses e africanos.
O primeiro concerto para gravadores de Harvey (Concerto Incantato) teve sua estreia mundial no CD English Recorder Concertos de Michala Petri em março de 2012, ao lado de obras de Malcolm Arnold e Gordon Jacob.

## Destaques na carreira
- 1974 Lançamento de Red Queen to Gryphon Three do Gryphon
- 1977 Compôs tema da estação para Hospital Radio Moorfields (no ar 1974-2006)
- 1983 Compôs música para Terrahawks, de Gerry Anderson
- 1984 Maestro principal da Orquestra Sinfônica de Londres para o Rock Clássico
- 1985 Compôs Fantasia com a Orquestra Filarmônica Real (que inclui "Reach for the Stars")
- 1987 Música composta para a série infantil ITV The Gemini Factor
- 1988 Membro regular de John Williams and Friends
- 1989 Compôs o Oratório Plague and the Moonflower (ao libreto por Ralph Steadman apresentado em Exeter, Salisbury, Canterbury e St Paul's Cathedral, e ganhador do melhor Filme de Arte da BBC TV em 1990)
- Prêmio da Academia Britânica 1991 pela pontuação por GBH (com Elvis Costello)
- 1991 Compôs A Time for Miracles para a Ópera W11
- 1994 Apresentou todos os solos de sopro de madeiras apresentados na partitura de O Rei Leão.
- 1995 Compôs Concerto Antico para John Williams e a Orquestra Sinfônica de Londres
- 1998 Compôs o tema da série da BBC "The Ambassador"
- 1999 Compôs a trilha para a Animal Farm da Jim Henson Company
- 1999 Compôs Fantasia 2
- 2000 Compôs trilha para o aclamado projeto da Hallmark Arabian Nights
- 2001 Compôs trilha para o épico histórico tailandês A Lenda de Suriyothai
- 2002 Compôs trilha para o filme Luther
- Prêmio Subhanahongsa de 2004 da Federação das Associações Nacionais de Cinema da Tailândia pelo Caso Macabro de Prom Piram
- 2005 Compôs a trilha para o longa-metragem de  Ivor Novello, Colditz
- 2005 Compôs trilha para longa-metragem Três, também conhecido como Survival Island
- 2006 Compôs trilha para a Morte de um Presidente, filme vencedor do International Critics 'Award no Toronto International Film Festival (setembro de 2006)
- Compôs trilha para o Rei Naresuan em 2007, o seguimento de Suriyothai
- 2009 Compôs Concerto para flauta doce (Concerto Incantanto) para Michala Petri e a Orquestra de Câmara da Cidade de Hong Kong
- 2014 Conduziu a trilha de Interestelar